# Vágzamárd
Vágzamárd (1899-ig Zamarócz, szlovákul Zamarovce) község Szlovákiában, a Trencséni kerületben, a Trencséni járásban.

## Fekvése
Trencséntől 3 km-re északkeletre, a Vág jobb partján fekszik.

## Története
1208-ban „villa Samar” néven Tamás nyitrai ispán oklevelében említik először. A Zamarovszky család birtoka volt. 1241-ben „Zamar”, 1245-ben és 1366-ban „Zamard”, 1374-ben „Zomar”, 1381-ben „Zamarocz”, 1418-ban „Samard”, 1420-ban „Somar”, 1471-ben „Zamarowcz”, 1480-ban „Zamarow”, 1516-ban „Zamaroch”, 1526-ban „Zamarowcz” alakban említik a korabeli források.
A falunak kiterjedt szőlőhegye volt. Főként a Zamaróczy és a gróf Cseszneky családok birtokában állt. Kézművesei között habán fazekasok és kovácsok voltak.
A 18. század végén Vályi András így ír róla: „ZAMORÓCZ. Zamorovcze. Tót falu Trentsén Várm. földes Urai több Urak, lakosai többfélék, fekszik Orechóhoz nem meszsze, és annak filiája; határja jó.”
A 19. században téglagyár működött a községben.
Fényes Elek 1851-ben kiadott geográfiai szótárában így ír a faluról: „Zamorócz, Trencsén vm. tót falu, Orecho mellett, Trencsénhez 1/2 órányira északra. Lakja 292 kath., 74 evang., 12 zsidó. Láthatni itt egy régi várnak düledékeit, van savanyuviz-forrása. F. u. több nemesek. Ut. p. Trencsén.”
A trianoni békéig Trencsén vármegye Trencséni járásához tartozott.

## Népessége
| Év:            | 1994. | 2004.    | 2014.    | 2024.    |
| -------------- | ----- | -------- | -------- | -------- |
| Emberek száma: | 635   | 763      | 970      | 1174     |
| Eltérés:       |       | +20,15 % | +27,12 % | +21,03 % |

| Év:            | 2023. | 2024.   |
| -------------- | ----- | ------- |
| Emberek száma: | 1178  | 1174    |
| Eltérés:       |       | -0,33 % |

1880-ban 262 lakosából 3 magyar, 5 német és 227 szlovák anyanyelvű volt.
1890-ben 268 lakosából 15 magyar, 20 német és 233 szlovák anyanyelvű volt.
1900-ban 331 lakosából 6 magyar, 66 német és 255 szlovák anyanyelvű volt.
1910-ben 392 lakosából 23 magyar, 13 német és 356 szlovák anyanyelvű volt.
1921-ben 431 lakosából 5-5 magyar és német, 3 zsidó, 414 csehszlovák és 4 egyéb nemzetiségű volt.
1930-ban 570 lakosából 4 magyar, 565 csehszlovák és 1 állampolgárság nélküli volt; ebből 519 római katolikus, 42 evangélikus, 5 izraelita, 1 református és 3 egyéb vallású volt.
1991-ben 638 lakosából 626 szlovák volt.
2001-ben 695 lakosából 676 szlovák és 2 magyar volt.
2011-ben 849 lakosából 815 szlovák, 4 cseh, 1-1 morva és cigány és 28 ismeretlen nemzetiségű volt.

## Neves személyek
- Itt született 1701-ben Hicsoldt Pál jezsuita áldozópap és tanár.

## Nevezetességei
- A Zamaróczy család kastélya a 18. században épült klasszicista stílusban.
- A Friml család kúriája a 19. század végén épült.

## Külső hivatkozások
- E-obce.sk Archiválva 2010. március 23-i dátummal a Wayback Machine-ben
- Községinfó
- Vágzamárd Szlovákia térképén